# Rio Viatka
O rio Viatka (em russo:  Вя́тка; em tártaro:  Нократ; em mari:  Виче, Viče, em udmurte:  Ватка, Vatka) é um rio no Udmúrtia, Óblast de Kirov e República do Tartaristão na Rússia, sendo afluente da margem direita do rio Kama. Tem 1 314 km de comprimento. A área da sua bacia hidrográfica é de 129 000 km².

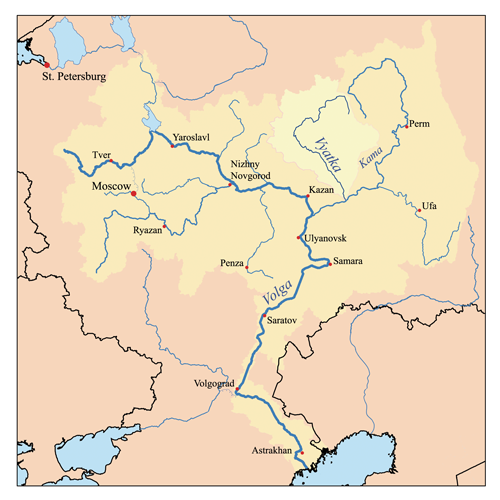
Mapa da bacia do rio Volga, com o Viatka indicado